# 13282 Sharikahagan
13282 Sharikahagan este o planetă minoră (asteroid), cu un diametru de 4,771 km, din centura de asteroizi. A fost descoperită pe 17 august 1998 la Magdalena Ridge Observatory⁠(d) de Lincoln Near-Earth Asteroid Research. 
Obiectul prezintă o orbită caracterizată de o semiaxă mare de 2,755013 UAi, o excentricitate de 0,12, o înclinație de 8,52102 ° în raport cu ecliptica.